# Waverly Consort
Waverly Consort è un gruppo musicale americano di musica antica. Il repertorio va dalla musica medievale a quella del Rinascimento, anche se sono stati affrontati pezzi del XIX secolo, inclusi nel disco An American Journey.

## Storia
Il gruppo è stato fondato nel 1964 da Michael Jaffee, suonatore di liuto, chitarra e citola, e da Kay Jaffee. Diretto da Michael Jaffee, l'ensemble ha avuto nel suo organico svariati musicisti, tra i quali Kathy Theil, particolarmente nota per l'interpretazione della musica di Ildegarda di Bingen.
Il gruppo si è esibito nelle principali sale di New York (come il Metropolitan Museum of Art) e ha effettuato concerti in Sud America, Europa ed Estremo Oriente. Il riconoscimento in ambito discografico è avvenuto con la pubblicazione di due dischi, divenuti best seller: A Renaissance Christmas Celebration with the Waverly Consort (1977) e 1492: Music from the Age of Discovery (1992) finché nel 1999 è stata fondata la casa discografica indipendente del gruppo: la Wave Records.

## Discografia
- 1974 - Douce dame. Music of Courtly Love from Medieval France and Italy (Vanguard Records, VSD-71179)
- 1977 - A Renaissance Christmas Celebration with the Waverly Consort (CBS Masterworks, M 34554)
- 1979 - Welcome Sweet Pleasure. Music of England's Golden Age (CBS Masterworks, M 35143)
- 1980 - Italia mia (CBS Masterworks, M 36664)
- 1982 - The Christmas Story (CBS Masterworks, M 37751)
- 1992 - 1492. Music from the age of Discovery (EMI Classics)
- 1994 - Waverly Consort Christmas (Virgin Veritas)
- 1995 - Traveler  (Angel Records)
- 1996 - An american journey. Bound for the Promised Land (Angel Records)
- 2001 - ¡Iberia! Spanish and Portuguese Music of the Golden Age (Wave Records)

## Video
- 1492: A Portrait in Music (DVD)